# William Laidlaw
William Laidlaw, född 1798 i Kingledores i Peeblesshire i Skottland, död 1851 i Liberty i Missouri, var en framstående pälshandlare vid Missouriflodens övre lopp och en av grundarna av Columbia Fur Company. Han övergick senare i American Fur Companys tjänst.

## Ungdom och tidiga liv
William Laidlaw var son till Robert Laidlaw och Elizabeth Williamson. Han utvandrade till Kanada där han var verksam vid Red River i Ruperts land 1818–1821. Han flyttade senare till Prairie du Chien i Michiganterritoriet. 

## Övre Missouri
Laidlaw var medgrundare till Columbia Fur Company 1822 och faktor för flera av dess handelsstationer vid Missouriflodens övre lopp. 1825 fick han i uppdrag av indianagenten Lawrence Taliaferro att eskortera ett stort antal Dakotaledare tillbaka till sitt hemland efter förhandlingar i Prairie du Chien. När Columbia Fur Company gick samman med American Fur Company 1827 fortsatte han i dess tjänst bland annat som faktor vid Fort Pierre. Han blev 1834 delägare i Upper Missouri Outfit, en tidigare underavdelning av American Fur Company.
 

## Familjeliv
Laidlaw gifte sig 1821 med en sissetonkvinna, Mary Ann Big Heart (Taw-a-du-tah). Han förblev henne trogen resten av livet och de fick nio döttrar. När han drog sig tillbaka från pälshandeln slog de sig ned i Liberty i Missouri, där han dog 1851. 